# Viöl
Viöl (północnofryz. Fjåål, duń. Fjolde) – gmina w Niemczech w kraju związkowym Szlezwik-Holsztyn, w powiecie Nordfriesland, siedziba urzędu Viöl.